# Звенигородський район (1923—2020)
Звени́городський райо́н — колишня адміністративно-територіальна одиниця Черкаської області, Україна. Площа — 1010 км² (4,8 % від площі області). Районний центр — місто Звенигородка.

## Загальна характеристика
Територія Звенигородського району знаходиться на Правобережжі, в центрі Черкащини у лісостеповій фізико-географічній зоні, в межах Придніпровської височини.
Рельєф — пологохвилястий, розмежований ярами та балками, долинами річок. Основні річки — Гнилий Тікич, Шполка, Вільшанка.
Надра району мають широкий спектр корисних копалин, серед яких основне місце займають паливні та будівельні матеріали. У районі є запаси бурого вугілля, бентонітових глин, каоліну (промислова розробка), будівельних пісків, будівельного каменю (промислова розробка) та джерела радонових вод (санаторій «Радон»).
Площа району — 1010 км². Площа сільськогосподарських угідь — 63922 тисяч га.
Населення — 46,8 тисяч осіб, у тому числі: міського — 18,2 тисяч осіб, сільського — 28,6 тисячі осіб.
Населених пунктів — 40, у тому числі 1 місто і 39 сільських поселень, які підпорядковуються 1 міській і 27 сільським радам.

## Історія
Історія Звенигородщини сягає сивої давнини. Археологічні знахідки на території району свідчать про поселення людей тут ще за часів кам'яної доби. В результаті розкопок 1996 року Великого Рижанівського Кургану було знайдено унікальне за останні 160 років поховання скіфської доби, вік якого майже дві з половиною тисячі років. На території району є також сліди трипільської (села Вільховець, Багачівка, Козацьке, Стара Буда, Стецівка, Чичиркозівка) і черняхівської (села Ризине, Водяники, Моринці) археологічних культур.
У минулому Звенигородка була значним укріпленим містом із обнесеним частоколом замком. Під час спустошливої навали монголо-татар місто було зруйноване. Перша літописна згадка про місто Звенигород датується 1394 роком. У середині XVI століття Звенигородщина підпала під владу Речі Посполитої. На її землях прокотилося повстання відоме під назвою Коліївщина.
1793 року Звенигородщина в складі Правобережжя відійшла до складу Російської імперії.
На Звенигородщині, в селі Гусакове, 23 квітня 1917 року був започаткований Всеукраїнський рух — Вільне козацтво, одним з отаманів якого був Юрко Тютюнник. В історії України відоме і Звенигородсько-Таращанське повстання.
12 квітня 1923 року постановою 2-ї сесії ВУЦВК 7-го скликання утворили нову адмінодиницю — Звенигородський район — в складі УСРР.
28 січня 1944 року в ході Корсунь-Шевченківської битви у Звенигородці відбулося з'єднання військ 1-го і 2-го Українських фронтів, — взято в оточення німецько-фашистські війська.
У листопаді 1959 р. приєднано частину ліквідованого Вільшанського району.
05.02.1965 Указом Президії Верховної Ради Української РСР передано сільради: Бродецьку, Пальчиківську, Петраківську та Ямнільську Тальнівського району, Вербовецьку, Гончариську та Кайтанівську Шполянського району і Чижівську Лисянського району до складу Звенигородського району.

## Охорона здоров'я
У районі діють: Звенигородська центральна районна лікарня, комунальний заклад "Звенигородський Центр первинної медико-санітарної допомоги"( лікарські амбулаторії загальної практики та сімейної медицини і ФАПи), станція швидкої медичної допомоги КУ «Обласний центр екстреної медичної допомоги та медицини катастроф» ЧОР.
Діє мережа комунальних та приватних фармацевтичних аптек.

## Освіта
Збережено мережу навчальних закладів. Нині діють 36 загальноосвітніх навчально-виховних закладів. При Стецівській загальноосвітній школі діє Мала академія народних мистецтв.
У Звенигородці працює філія Східноєвропейського університету економіки та менеджменту (СУЕМ), у Шевченковому — сільськогосподарський коледж та філія Черкаського інженерно-технологічного університету (ЧІТУ), спеціалізована школа-інтернат з поглибленим вивченням предметів гуманітарно-естетичного профілю, є 2 професійно-технічних училища в Звенигородці, Козацькому).

## Найбільші населені пункти
| №  | Населений пункт | Населення, осіб (2007) |
| -- | --------------- | ---------------------- |
| 1  | Звенигородка    | 19 841                 |
| 2  | Вільховець      | 3 048                  |
| 3  | Юрківка         | 3 023                  |
| 4  | Шевченкове      | 2 802                  |
| 5  | Моринці         | 2 103                  |
| 6  | Стецівка        | 1 953                  |
| 7  | Козацьке        | 1 853                  |
| 8  | Княжа           | 1 522                  |
| 9  | Стебне          | 1 485                  |
| 10 | Озірна          | 1 209                  |
| 11 | Тарасівка       | 1 126                  |
| 12 | Ризине          | 1 093                  |
| 13 | Чижівка         | 1 029                  |

## Культура
В районі функціонують районний Будинок культури, 36 клубних та 36 бібліотечних закладів, школа мистецтв, художня і дитячо-юнацька спортивна школи. 13 колективів носять почесне звання «народний аматорський», ряд колективів — переможці обласних і учасники міжнародних конкурсів, це:
- вокальний ансамбль «Заспів» районного Будинку культури;
- аматорська хорова капела;
- народний ансамбль танцю «Звенигора»;
- вокальне тріо Водяницького будинку культури — переможець Всеукраїнського конкурсу «Встань, козацька славо!».

Високу оцінку глядачів отримали народний аматорський фольклорно-аутентичний колектив Вільховецького сільського Будинку культури та народний фольклорний ансамбль «Журавка», агітаційно-художній театр малих форм Моринського сільського будинку культури.
У районі щорічно проводиться конкурс юних поетів «Тарасовими шляхами».
Вихованці художньої школи стали переможцями обласної виставки, присвяченої 191-й річниці від дня народження Тараса Шевченка.
Традиційно на Звенигородщині проводиться обласне літературно-мистецьке свято «Вінок Кобзареві» у рамках Міжнародного літературно-мистецького свята «В сім'ї вольній, новій…»
На малій батьківщині Кобзаря розпочато виконання Державної туристично-культурологічної програми «Золота підкова Черкащини».
У районі започатковано розвиток сільського зеленого туризму. Так, у селі Моринці, де народився Тарас Шевченко, вже приймає туристів власниця приватної садиби «Кобзарева колиска» В. С. Чепурна.

## Політика
25 травня 2014 року відбулися Президентські вибори України. У межах Звенигородського району було створено 50 виборчих дільниць. Явка на виборах складала — 67,97 % (проголосували 26 187 із 38 530 виборців). Найбільшу кількість голосів отримав Петро Порошенко — 51,54 % (13 497 виборців); Юлія Тимошенко — 16,50 % (4 321 виборців), Олег Ляшко — 13,04 % (3 416 виборців), Анатолій Гриценко — 10,85 % (2 840 виборців). Решта кандидатів набрали меншу кількість голосів. Кількість недійсних або зіпсованих бюлетенів — 0,78 %.

## Екскурсійні об'єкти

### Визначні пам'ятки

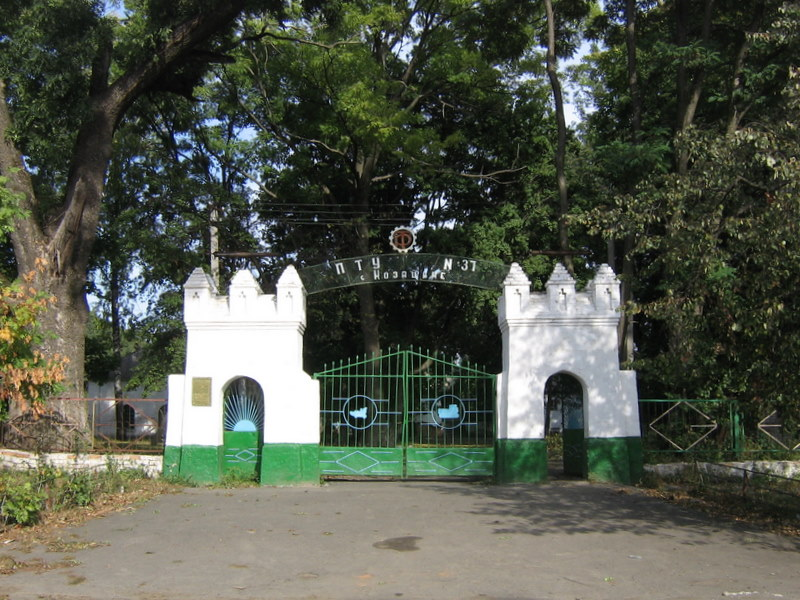
В'їзні ворота до парку

Козачанський парк є пам'яткою садово-паркового мистецтва державного значення. Його площа 51 га, закладений був наприкінці XVIII століття. Парк витягнутий. У його північній частині є каскад ставків, до яких веде довга, пряма алея.
Садиба В. В. Голіциної XVIII-XIX століть у селі Козацькому є пам'яткою архітектури загальнодержавного значення разом із дворовим будинком XIX століття і будинком управляючого. Пам'ятками архітектури місцевого значення на Звенигородщині є:
- церква Іоана Богослова 1886 року у селі Стебному;
- Георгієвська церква 1911 року у селі Мизинівка;
- будівля музею Тараса Шевченка 1937 року у Шевченковому.

### Музеї
- Звенигородський краєзнавчий музей — м. Звенигородка, вул. В. Чорновола, 41;
- Батьківська хата В. Чорновола — с. Вільховець;
- Національний заповідник "Батьківщина Тараса Шевченка" — с. Шевченкове;
- Літературно-меморіальний музей Т. Шевченка — с. Шевченкове, вул. Петровського, 33
- Музей-садиба Агатангела Юхимовича Кримського

## Природно-заповідний фонд

### Ботанічні заказники
Пехівський, Хлипнівський.

### Гідрологічні заказники
Банихівський, Барабашківський, Бучиківський, Гільків, Графський, Гризлове, Громадський, Губський, Гудзівський, Джерело, Загребля-Попове-Турське, Заобрудомський, Звенигора, Курниковий, Курячий, Маслове, Мельників, Мизинівський, Михайлівський, Морин, Мурзинівський, Наливайкове, Низівський, Обарівшинський, Озеро, Павловський, Панський, Питовник. Попівський, Приворотський, Птахоферма, Рудьково, Свяченський, Сколиватський, Скороходівський, Старобудівський, Стецівський, Тарасів Яр, Хуторянський, Шахтарський, Шахтінський, Яличанський.

### Загальнозоологічні заказники
Луки.

### Ентомологічні заказники
Гусаківський, Стебнівський.

### Ландшафтні заказники
Неморозький.

### Орнітологічні заказники
Стебнянський.

### Ботанічні пам'ятки природи
Вікове дерево в'яза, Віковий дуб, Вікові дерева бука і каштана, Дуби Правди, Дуби Тараса Шевченка, Дуб Т. Г. Шевченка, Думний дуб, Тарасова калина, Ясен звичайний.

### Геологічні пам'ятки природи
Звенигородські конгломерати.

### Заповідні урочища
Гупалівщина, Комарів яр.

### Парки-пам'ятки садово-паркового мистецтва
Будищанський, Козачанський (загальнодержавного значення), Міський парк, Парк ім. Шевченка, Парк «Перемога», Сквер «Пам'ять», Таганчанський.

## Відомі люди
У гусарському полку, розташованому в Звенигородці, служив російський поет-партизан, герой Франко-російської війни 1812 Денис Давидов.
У Звенигородці часто бував російський байкар Іван Крилов, який в 1797 — 1801 роках проживав у селі Козацьке в маєтку князя Голіцина.
На Звенигородщині народились:
- український поет, письменник, художник Тарас Григорович Шевченко;
- український зоолог і палеонтолог, академік Іван Підоплічко (Козацьке);
- український агрохімік, ґрунтознавець і фізіолог рослин, академік Петро Власюк (Чемериське);
- зоолог-фауніст, професор Іван Криницький (Звенигородка);
- бібліограф і бібліотекознавець Лев Биковський (Вільховець);
- український скульптор Каленик Терещенко (Попівка);
- українська художниця, фольклорист, етнограф Софія Терещенко (Попівка), стараннями якої 14 вересня 1920 року засновано Звенигородську художню школу імені Тараса Шевченка, а в 1922 році — повітовий музей імені Тараса Шевченка;
- генерал-хорунжий армії УНР Юрко Тютюнник;
- український політик А. С. Гриценко (Багачівка);
- український політик Ю. А. Кармазін (Звенигородка).

Український композитор, диригент і хормейстер Олександр Кошиць провів дитячі і юнацькі роки в селі Тарасівка. У Звенигородці жив і працював письменник, учений широкого профілю — філолог, сходознавець, історик, академік, перший Неодмінний Секретар Української Академії Наук (з 14 листопада 1918 року) Кримський Агатангел Юхимович. Із Звенигородщиною пов'язане ім'я відомого політика і громадського діяча, політв'язня радянських часів, Героя України В'ячеслава Чорновола який виріс і закінчив школу в с. Вільховець.
На території району живуть і працюють:
- поети прозаїки, члени Національної спілки письменників України: Михайло Іванченко, Олексій Озірний, Людмила Солончук, Сергій Ткаченко, етнограф-народознавець Вадим Мицик, художник і поет Анатолій Савченко;
- заслужені працівники культури України: Богінський Анатолій Станіславович, Кріпак Ніна Семенівна, Соломаха Поліна Омелянівна, Шевченко Людмила Михайлівна.

На даний час головою Черкаської обласної державної адміністрації, депутатом обласної ради є Черевко Олександр Володимирович який народився в селі Водяники, Звенигородського району.

#### Історія, археологія, мистецтво Звенигород. району. Видат. земляки
- Білецький Ф. Вічний подзвін Звенигори: [До 80-річчя Звенигород. району] //Шевченків край. — 2002. — 6, 13, 27 груд.; 2003. — 4, 17 січ., 21 берез., 4 квіт.. 28 трав., 4, 11, 25, 27 черв., 4, 18, 22, 25 лип., 1 серп.
- Звенигородщина: Краєзн. карта-схема /Склав С. Лячинський. — Звениго-родка, 1994. — 1л., склад. у 8с.
- Звенигородщина : [Черкас. обл.] : слов.-довід. [іст. подій] / Володимир Хоменко. — Вид. 2-ге, допов. — Київ : Арт Економі, 2015. — 159, [1] с. : іл., портр. — ISBN 978-966-2576-81-8

#### Короткі довідки про населенні пункти району
- Юркевич В. Звенигородщина в XV — XVI вв.: [Звенигород. район] //Спадщина: Альм. — Звенигородка, 2002. — С. 10-12.
- Мірошниченко К. Юрківка //Шевченків край. — 1995. — 11, 14 ,21 жовт., 1, 11, 23 листоп., 2, 9, 13 груд.